# Минимал-пситранс
Минимал-пситранс (англ. minimal psytrance) или скандинавский транс (англ. Scandinavian trance) — это жанровая разновидность транс-музыки, возникшая в начале 2000-х годов. Этот стиль психоделического транса появился как «возвращение к истокам», то есть обращение к первоначальному звучанию псай-транса и гоа-транса. Одним из пионеров этого стиля был Daniel Vernunft, выступающий под сценическим псевдонимом Shiva Chandra. Впоследствии этот стиль стал играть большую роль в скандинавском трансе, особенно у датских и шведских исполнителей. Сейчас самые крупные лейблы, работающие с исполнителями минимал-пситранса, находятся именно в Германии, Швеции и Дании. В последние несколько лет увеличивается участие австралийских диджеев и продюсеров.

## Особенности жанра
Минимал-пситранс тесно связан с другими минималистическими направлениями электронной музыки в стиле прогрессив-транс и прогрессив-хаус, но в отличие от них, композиции отличаются большей усложнённостью мелодии и разнообразием элементов. Эта ключевая особенность психоделической музыки сохраняется даже в её минималистских разновидностях, хотя и в облегчённом виде. Звучание треков, записанных в стиле минимал-пситранс чаще, чем в других жанрах пситранс, может быть описано как «тёмное» или «острое». Часто такие композиции звучат в начале и конце вечеринок. Многие аспекты звучания минимал-пситранса представляют собой смешение отдельных элементов других стилей. В частности, он включил в себя некоторые приёмы, характерные для стиля техно, а также большое число компонентов, имеющих первоисточник в стилях тек-хаус и минимал-хаус.

## Возникновение и распространение
Одним из наиболее известных исполнителей, работающих преимущественно в стиле минимал-пситранс, является Daniel Vernunft. Он родился в 1972 году в Гамбурге. В конце восьмидесятых он начал выступать в качестве диджея на вечеринках в стиле транс. Наиболее известен его псевдоним «Shiva Chandra».
C 1996 года Daniel Vernunft издаётся на многих лейблах и под различными псевдонимами. К настоящему времени в рамках проекта «Shiva Chandra» вышло более 20 треков и семь полноценных альбомов. Кроме того, исполнитель принимает активное участие в крупнейших музыкальных фестивалях по всему миру и имеет там неизменный успех. В рамках других проектов Daniel Vernunft выступал совместно с известными диджеями.
Летом 2003 года в рамках проекта «Shiwa Chandra» вышел альбом «Subsonic», ставший одним из наиболее успешных изданий этого проекта. В ноябре 2004 хитом продаж стал второй альбом проекта «Auricular». Последний (седьмой) альбом Shiwa Chandra получил название «Change of air». Он был выпущен звукозаписывающей компанией «Sinn-Tec Recordings» в августе 2005. Многие из композиций с этого альбома отражают определённые изменения, происходящие в стиле исполнителя. Хотя он продолжает причислять себя к стилистическому направлению минимал-пситранс, звучание некоторых треков стало ближе к стилям хаус и электро.